# 沃沙西
沃沙西（法語：Vauchassis，法語發音：[voʃasi]）是法国奥布省的一个市镇，位于该省中部偏南，属于特鲁瓦区和特鲁瓦香槟都会城市圈公共社区，其市镇面积为24.17平方公里，2022年1月1日时人口数量为498人，在法国所有市镇中排名第16,538位。
沃沙西是特鲁瓦香槟都会城市圈公共社区的组成部分，位于特鲁瓦市区西南大约9公里。当地居民被称为（男性）或（女性）。

## 行政
沃沙西的邮政编码为10190，INSEE市镇编码为10396。

## 地理

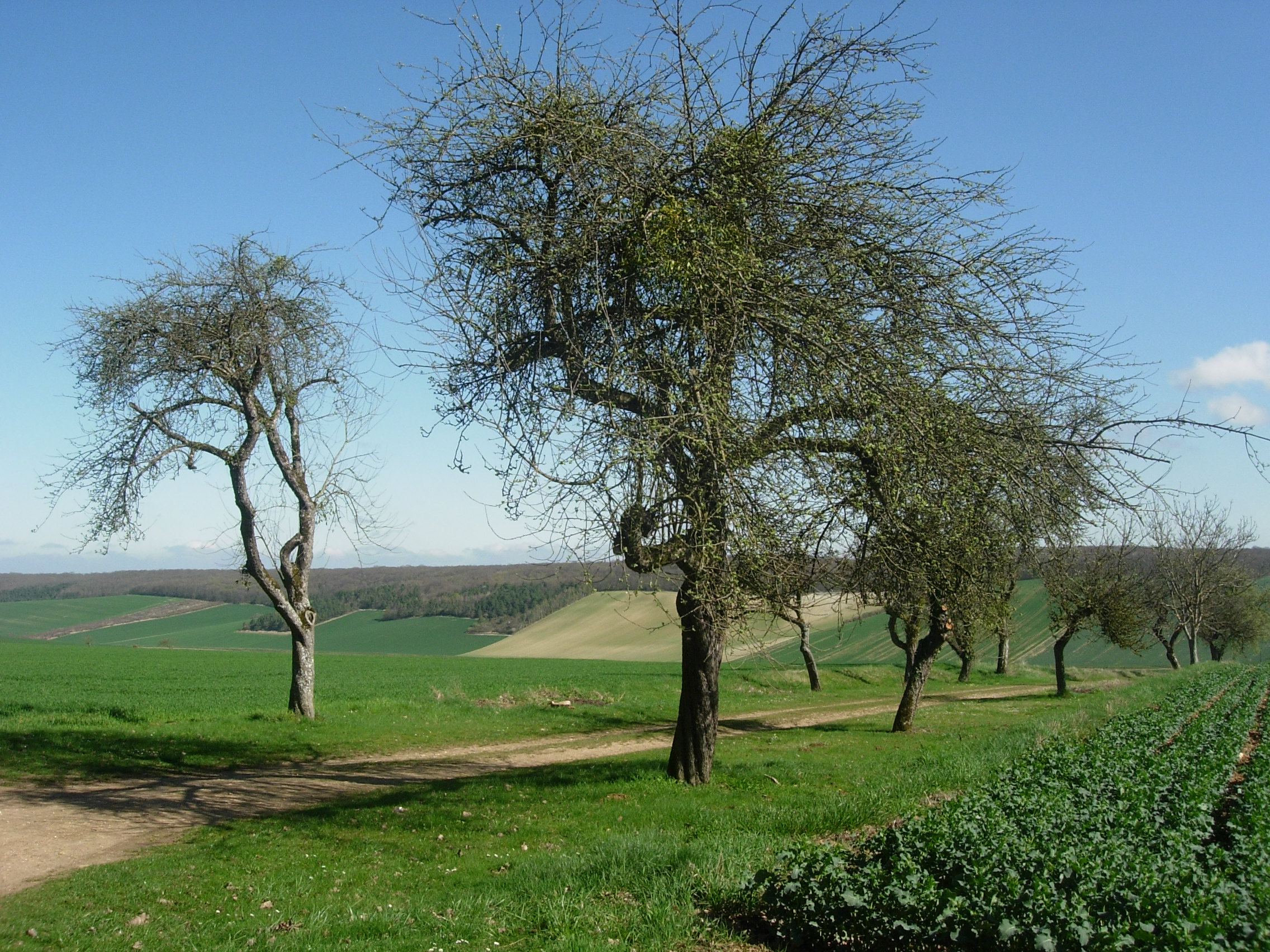
沃沙西的一颗大果树

沃沙西（48°13'23"N, 3°55'28"E）位于法国中北部偏东，大东部大区西南部和奥布省中部。
与沃沙西接壤的市镇包括：奥特地区贝尔瑟奈、布伊、奥特地区比塞、谢讷日、莱讷欧布瓦、奥特地区马赖、普吕尼、索姆瓦勒、苏利尼。
沃沙西属于塞纳河流域，境内地势以浅丘为主，全境海拔在170至292米之间。
按照柯本气候分类法，沃沙西属于温带海洋性气候，全年温差较小，降水分布均匀。

## 历史
沃沙西最初记载于公元12世纪，其名称来源于古法语，意为“狩猎的谷地”（Val chasseux），历史上长期为一普通村落，法国大革命后成为市镇。

## 交通
奥布省省道D34线和D53线在沃沙西镇中心交汇。
特鲁瓦公交1路、2路、7路、9路和扫墓专线经过沃沙西。

## 政治
现任沃沙西市长为布吕诺·马蒂诺先生（Bruno Martinot），他是一名右翼无党派人士。

## 人口
| 年份   | 1936 | 1946 | 1954 | 1962 | 1968 | 1975 | 1982 | 1990 | 1999 | 2006 | 2011 | 2016 | 2017 |
| ------ | ---- | ---- | ---- | ---- | ---- | ---- | ---- | ---- | ---- | ---- | ---- | ---- | ---- |
| 人口數 | 427  | 447  | 428  | 376  | 353  | 400  | 417  | 488  | 491  | 520  | 512  | 504  | 503  |

## 建筑
沃沙西圣母升天教堂是法国国家文物保护单位。